# All Saints (Antigua i Barbuda)
All Saints – miasto w Antigui i Barbudzie (Saint John), na wyspie Antigua. Populacja wynosiła 5306 mieszkańców (2013). 
All Saints jest drugim co do wielkości miastem kraju. Bliski niego znajduje się Betty's Hope, pierwsza plantacja trzciny cukrowej na Antigui. Została założona w 1674 przez Sir Christophera Codringtona.